# Петражицкий, Лев Иосифович
Лев Ио́сифович Петражи́цкий (пол. Leon Petrażycki; апрель 1867, Российская империя — 15 мая 1931, Варшава) — российский и польский учёный, правовед, социолог, философ, депутат первой Государственной думы.

## Биография
Выходец из польской дворянской семьи Юзефа (Иосифа) Васильевича и Розалии Михайловны (урождённой Чарноцкой (Czarnocka h. Lis)) Петражицких. Дата и место рождения спорно. По одним данным родился 13 апреля 1867 года в поместье Колонтаево Витебской губернии, по другим данным 17 апреля 1867 года в имении Горы Палужской волости Чериковского уезда Могилёвской губернии). Учился в Витебской гимназии. Окончил юридический факультет Киевского Императорского университета Св. Владимира, хотя первоначально два года учился на медицинском факультете. Осенью 1890 года отправился на стажировку в Германию: один семестр в Гейдельбергском университете у профессора Беккера, затем три года в Берлине — в Русском институте римского права.
После возвращения в Россию преподавал сначала в императорском училище правоведения. В 1898 году ему была присвоена учёная степень доктора римского права. В 1898—1918 годах он возглавлял кафедру энциклопедии права в Петербургском университете. По воспоминаниям, слушать его лекции было трудно из-за сильного польского акцента и слабости его как оратора, в то же время в силу оригинальности своего содержания они были очень популярны. С 9 сентября 1905 по 25 сентября 1906 года был деканом юридического факультета.
В 1905 году на учредительном съезде партии кадетов избран в её Центральный комитет, в котором состоял до 1915 года. По своим политическим взглядам он был сторонником конституционной монархии. В апреле 1906 года был при поддержке партии кадетов избран депутатом I Государственной думы от Санкт-Петербурга. В Думе он являлся одним из ведущих экспертов фракции по земельным вопросам, был докладчиком по аграрной реформе (выступая за естественную эволюцию крестьянской общины в имущественную кооперацию на началах права), подписал законопроекты «О гражданском равенстве», «О собраниях», неоднократно выступал в прениях по Наказу Государственной думы, по аграрному вопросу, по вопросам, связанным с неприкосновенностью личности, а также смертной казни, права на собрания, женского и национального равноправия и т. д. После разгона Думы Петражицкий подписал «Выборгское воззвание», в результате чего был осужден на три месяца тюремного заключения и лишен политических прав.
В 1919 году он эмигрировал в Финляндию, а оттуда в 1921 году — в Польшу, где возглавил кафедру социологии Варшавского Университета.
Покончил жизнь самоубийством 15 мая 1931 года. Рукописи последних лет жизни пропали во время военных действий 1944 года в Варшаве.

## Научная деятельность

### Психология
Наука, по его мнению, должна изучать именно человеческое участие в различных процессах общественной жизни, то есть психическую деятельность индивидуального характера. Петражицкий отрицал объективный, естественно-исторический характер общественных отношений. Содержание любого социального явления состоит не в объективном отношении, «оно существует реально в психике того, кто изучает его, переживает в данную минуту». Данный взгляд он применял при анализе самых разнообразных явлений — права, власти, идеала, наказания и т. п. Л. И. Петражицкий создал «эмоциональную» психологию и на этой основе отразил своё понимание социального мира. Показал ущербность натуралистического редукционизма. Особое значение он придавал роли эмоций как автономному, нормативному, доминирующему фактору социального поведения. «Эмоции, — считал Л. И. Петражицкий, — являются генетической основой нашей психики. Воля, чувства, интеллект — это продукты эволюции эмоций. Благодаря взаимодействию индивидов образуется новый эффект — групповая, „народная психика“ с её „нормами — законами“, которые и определяют мотивацию».

### Правоведение
Ещё в студенческие годы он перевёл «Пандекты» Барона, и этот перевод стал учебным пособием для ряда поколений студентов. Его первая самостоятельная работа, написанная в период продолжения обучения в Германии — «Fruchtverteilung beim Wechsel der Nutzungsberechtigten» (Берлин, 1892), была посвящена некоторым аспектам учения о доходах с точки зрения римского права. На основании этой работы Л. И. Петражицкий в 1892 году в Киевском университете защитил магистерскую диссертацию по специальности римское право: «О распределении доходов при переходе права пользования по римскому праву». А в 1898 году в Санкт-Петербургском университете защитил докторскую диссертацию по специальности римское право на тему: «Права добросовестного владельца на доходы с точек зрения догмы и политики гражданского права».
С 1896 года Л. И. Петражицкий преподавал в Киевском университете, а с 1897 года состоял приват-доцентом Санкт-Петербургского университета по кафедре энциклопедии и философии права. С 1898 года и до 1918 года работал в качестве ординарного профессора этого университета, руководителя кафедры энциклопедии и философии права (сменив на этом посту другого выдающегося российского юриста Н. М. Коркунова), декана юридического факультета.
С этого периода главные научные интересы Л. И. Петражицкого связаны с теорией права. Им была создана собственная юридико-социологическая школа, и целый ряд его учеников стали впоследствии известными учёными в области социологии права и общей социологии (П. Сорокин, Н. Тимашев, Дж. Гурвич, Н. Кондратьев и др.). Кроме того, он читал курс энциклопедии права в Училище правоведения в Санкт-Петербурге, в октябре 1905 года подал в отставку в знак протеста против преследований воспитанников за их политические убеждения. С 1901 по 1915 годы входил в редколлегию еженедельной газеты «Право», активно содействовал как редактор выходу журнала «Юридический вестник» (1900—1917), был организатором издания сборников «Новые идеи в правоведении» (1914—1916).
Первые работы Л. И. Петражицкого были посвящены гражданскому праву. Но постепенно его исследования переходят в область общей теории права. Автор психологической теории права. Л. И. Петражицкий дает следующее определение права:

мы под правом в смысле особого класса реальных феноменов будем разуметь те этические переживания, эмоции которых имеют атрибутивный характер

По мнению Петражицкого, человек под воздействием эмоций склонен приписывать какому-либо внешнему авторитету, себе и другим людям различные права и обязанности, проецируя на них свои внутренние убеждения по поводу того, как следует поступить в той или иной ситуации.
Долгое время, объяснял Л. И. Петражицкий, взаимодействие «норм — законов», институтов и поведения людей осуществлялось бессознательно, но с возникновением социологии появилась возможность вести человечество сознательно, путём особой «политики права». Петражицкому принадлежит идея разделения права на «официальное» и «интуитивное». Первое — санкционировано государством, оно отстаёт в своём изменении от изменений духовной, экономической и социальной жизни, тогда как второе — свободно изменяется в соответствии с социокультурными сдвигами. «Интуитивное право» более «доброкачественно» в сравнении с «официальным».
Психологическая теория происхождения государства также во многом основана Петражицким. В ней объясняется появление государства и права проявлением свойств человеческой психики: потребности подчиняться, управлять, подражать и т. д. Противопоставлял «служебную» и «господскую» власть:

Служебная власть служит установлению правопорядка, организации, она есть только средство и никогда не цель в себе; напротив, господская власть есть самоцель, и если она создает порядок и даже мощную организацию, то это для неё лишь средство властвования, аппарат власти.

Высокий творческий потенциал Л. И. Петражицкого ярко проявился в его магистерской диссертации, отличавшейся оригинальным решением некоторых дискуссионных вопросов догмы римского права. Так, введение им новых понятий «доход от собственности» и «права на доходы добытые трудом», по признанию специалистов, сделало устаревшей многовековую традицию интерпретации ряда текстов римского права. Его критика в этой же работе проекта нового Германского уложения, касающаяся неопределённости ряда терминов (в частности он отмечал, что выражения «достаточно», «значительно» и т. п. применительно к убыткам, понесённым представителями зажиточных и неимущих классов, означают существенно разные вещи), привлекла внимание учёных и практиков. При повторном чтении данного законопроекта предложения Л. И. Петражицкого обсуждались в Рейхстаге.
Основной же вклад Л. И. Петражицкого в правовую науку связан с разработанной им психологической концепцией права, а также концепцией политики права.
Опубликование им в 1907 году двухтомной работы «Теория права и государства в связи с теорией нравственности», в которой он изложил свою оригинальную концепцию права, стало крупным научным событием не только в русской, но и европейской литературе.
В гносеологическом и методологическом отношениях он следовал началам позитивной философии, но при этом проявил большую самостоятельность в освещении правовых явлений и самой природы права. Его подход к пониманию права представляет собой оригинальную альтернативу господствовавшей в российской юриспруденции легистской теории права.
Л. И. Петражицкий трактует здесь право как особое психическое явление, понимая под правом переживание императивно-атрибутивного (то есть обязывающе-представительного) характера. «То, к чему мы себя считаем обязанным, — писал он, — представляется нам причитающимся другому как нечто ему должное, следующее ему от нас, так что он может притязать на соответствующее исполнение с нашей стороны». Подобного рода правовые эмоции он называет интуитивным правом. Именно такой двусторонний, императивно-атрибутивный характер права, считал он, отличает правовые нормы от норм нравственности, которые носят односторонний характер (человек сам считает себя обязанным сделать то, чего другие от него не вправе требовать, например подать милостыню). «Наш долг во всех случаях первого рода, — писал он, — представляется связанностью по отношению к другому, он закреплён за нами как его добро, как принадлежащий ему актив (obligatio attributa, acquisita). В случаях второго рода наш долг не заключает в себе связанности по отношению к другим, представляется по отношению к ним свободным, за ними не закреплённым (obligatio libera)».
Правовое общение, писал он, как и любое другое (моральное, властное и т. д.), сопровождается переживаниями, которые бывают пассивными (ощущение чувства страдания и удовольствия) либо активными (волевая целеустремлённость). Право в его регулятивном воздействии сопровождается одновременно пассивными и активными переживаниями, и эти переживания («эмоции») составляют, согласно Л. И. Петражицкому, главную причину поведения, внешних поступков человека. Наши права, говорил он, суть закреплённые за нами, принадлежащие нам долги других. Право предполагает в данном случае одновременно, с одной стороны пассив (обременение, обязанность) и, с другой стороны, актив (возможность применить правовые требования с вполне определённой, отмеренной гарантией их выполнения). В этом смысле право есть также отношения (правоотношения) между той и другой стороной определённого комплекса пассивно-активных взаимных связей, образующих само право.
Сравнивая позитивное и интуитивное право, он приходит к выводу, что позитивное право шаблонно и догматично, оно не поддаётся ситуативному совершенствованию. Интуитивное право легко может приспособиться к конкретной ситуации, оно образует основу и побудительную силу для корректировки права позитивного. При этом возможны три варианта отношений между ними: интуитивное право согласуется с позитивным; интуитивное право опережает позитивное; позитивное право опережает интуитивное. Анализируя соотношение интуитивного права с позитивным, Л. И. Петражицкий отмечал, что в ситуациях расхождения между ними интуитивное право фактически доминирует при решении того или иного вопроса. В тех случаях, говорил он, «где интуитивно-правовые мнения сторон относительно их взаимных обязанностей и прав совпадают по содержанию, стороны обычно действуют согласно указанию их интуитивно-правовой совести (даже если им известно, что по позитивному праву получилось бы другое решение)».
Там же, где дело с самого начала обсуждается и решается по позитивному праву или вследствие разногласия сторон оно доходит до обращения к позитивному праву, то последнее приобретает решающее значение. Но и в этом случае, считал он, интуитивное право влияет на ход и исход дела, поскольку оказывает давление на толкование и применение позитивного права с позиций достижения решений, согласующихся с указаниями интуитивно-правовой совести. Здесь речь идёт о влиянии интуитивного право на правоприменителя (например, на судью, который на основе своего правового чувства то есть своего интуитивного права, решает, например, можно ли применять в том или ином случае аналогию закона и т. п.).
Кроме того, интуитивное право, по мнению Петражицкого, влияет и на законотворческий процесс через правосознание законодателя. С другой стороны, и позитивное право влияет на формирование и развитие интуитивного права человека через его воспитание в детстве (в семье, школе) и его последующую социализацию (то есть усвоение им норм и требований общества, необходимых для жизни в социуме).
Л. И. Петражицкий не считал интуитивное право чем-то идеальным и отмечал, что в некоторых ситуациях интуитивное право оказывается менее развитым и прогрессивным по сравнению с позитивным. В этой связи он отмечал большую воспитательную и социализирующую роль позитивного права. В частности, он писал: «Играя свой сложный психический концерт на разных струнах человеческой эмоциональной души, заставляя действовать и упражняя одни эмоциональные склонности, не допуская или подавляя действия других, например, зверских, злостных, вообще антисоциальных, право неизбежно ведёт к развитию и укреплению одних социальных склонностей, к ослаблению и разрушению других и т. д. Разумное право представляет собой сложную и могучую школу социализации народного характера, приспособления его к разумному общежитию. Неудачное право может распространять деморализацию, отравлять народную душу или, во всяком случае, противодействовать здоровому психическому прогрессу».
Л. И. Петражицкий также проводил различие между социально-служебным правом (своеобразная модификация публичного права) и правом, не обременённым служебной обязанностью. Первое он называл правом централизации, второе-правом децентрализации.
Особый интерес в рамках его концепции права представляет трактовка Петражицким соотношения права и нравственности как двух взаимосвязанных подклассов этических явлений. Все этические явления, писал он, по характеру этических эмоций делятся на два подкласса: 1) императивно-атрибутивные этические явления с принятием для них в качестве термина имени «право», 2) чисто императивные этические явления с принятием для них в качестве термина имени «нравственность». Право, говорил Петражицкий, вместе с тем есть и моральное переживание. Общим моментом для того и другого является не только их эмоциональный, но также сходный интеллектуальный состав. Так, например, требования «не лги», «не убивай», «помогай нуждающимся» можно переживать и как правовые, и как моральные требования. Но моральное переживание, в отличие от права, предстаёт переживанием односторонним, оно есть лишь чувство обязанности, не снабженное гарантированным исполнением. Единство правомочия и обязанности, присущее только праву, обычно закреплено в правовой норме, которая, по сути дела, двойственна по своей психологической природе: она имеет одновременно императивную (обязывающую) часть и атрибутивную (управомочивающую на требование с гарантированным исполнением) часть.
Таким образом, право по своей природе выступает у Л. И. Петражицкого прежде всего как явление эмоциональное (переживательное). В этом его главная и фундаментальная особенность. В деле сплочения людей, их дисциплинирования право гораздо важнее морали, что является следствием его двусторонней (одновременно предоставительно-обязывающей или, говоря иначе, атрибутивно-императивной) природы. Юридическая норма- это проекция (вариант) императивно-атрибутивных переживаний; это как бы скрепы, без которых ни одна социальная группа не может существовать.
Мораль, как правило, лишена возможности управомочить кого-либо на ту или иную меру принуждения в обеспечение гарантированного осуществления, и это накладывает определённый отпечаток на её социально-регулятивную действенность. Но мораль не утрачивает своего значения, хотя границы между ней и правом временами меняются, хотя моральные нормы образуют собой некий постоянный источник для пополнения норм юридических. Мораль иногда становится упорядочивающим и дисциплинирующим фактором в тех областях общественной жизни, где право не выполняет этой регулирующей роли и даже не может её выполнять (например, в делах, где требования совести могут оказаться и фактически оказываются сильнее требований действующего права). Таким образом, согласно представлениям Л. И. Петражицкого, право есть более сложное и многогранное явление, чем мораль. По своему генезису и фактическому существованию оно распадается и обособляется на две разновидности — на право официальное (положительное, государственной властью сформулированное и поддержанное) и право интуитивное, отношения между которыми изменчивы.
Л. И. Петражицкий, оставаясь в целом в рамках философского позитивизма, существенно раздвинул традиционные рамки позитивистской методологии, привнеся в неё свою концепцию права как своеобразной социально-психологической реальности, которая, существуя в психике человека, поддаётся опытному эмпирическому наблюдению. Оригинальность предложенной им методологии изучения права связана с трактовкой им права как психического явления. Мы не можем, говорил он, заглянуть в чужую душу, чтобы исследовать психику другого человека, но зато мы можем использовать для наблюдения правовых явлений метод самонаблюдения, то есть интроспективный метод. Такое внутреннее наблюдение может быть простым и экспериментальным. Под экспериментальным он понимал «наблюдение, осложнённое умышленным воздействием на подлежащие наблюдению явления» (например, представляя себя или своих близких жертвами произвола, можно вызвать в себе и наблюдать «свойственные праву психические акты в разных формах и степенях интенсивности»).
Развивая разработанную в немецкой юриспруденции XIX века концепцию правовой политики (появление которой было связано со стремлением использовать потенциал естественно-правового подхода для совершенствования позитивного права), Л. И. Петражицкий обосновывал целесообразность выделения правовой политики в самостоятельную юридическую дисциплину. Задача такой научной дисциплины-устанавливать и формулировать цели, достижению которых должно служить законодательство. Требования к правовым приёмам и средствам, необходимым для достижения желаемых результатов, в состоянии обосновать лишь теория права, ибо только она в состоянии обеспечить знаниями о возможностях права в воздействии на поведение людей и только она знает, что есть реальное право.
Правовая политика, по мнению Петражицкого, должна способствовать изучению и учёту в законотворческой деятельности различных форм сложившегося и действующего в обществе интуитивного права и с помощью официально устанавливаемого (позитивного) права поддерживать прогрессивные формы, а также противодействовать отсталым, консервативным формам и проявлениям интуитивного права.
Создание концепции политики права предполагает, по его мнению, фундаментальную переработку всей системы отраслей права и юридической науки. При этом сама трактовка права с позиций поведенческой психологии является лишь самой изначальной стадией этой грандиозной перестройки юридической науки и практики. Проводя обособление интуитивного права от официального, Петражицкий предлагал считать важнейшей задачей правоведения соединение позитивных знаний о праве с общественным идеалом, для чего потребуется, как он считал, использовать результаты и наработки нескольких отраслей правоведения — теории права (позитивной науки), философии права и политики права. Обращают на себя внимание целый ряд идей Л. И. Петражицкого из области правового воспитания и правовой педагогики и, в частности его трактовка роли семьи: «…Если в семье, писал он в работе „Теория права и государства в связи с теорией нравственности“,- господствует правовой хаос, самодурство, произвол…, то и нет почвы для развития нормальной интуитивно-правовой психики, а получается состояние, более или менее близкое к правовому идиотизму, и эвентуально, в будущем преступная психика и соответственное поведение».
Однако сам Петражицкий лишь наметил, но не разработал в некой целостности ни основных предпосылок, ни главных положений и методологической базы предлагаемой им новой дисциплины — политики права. Он считал, что надлежащая подготовка основ этой науки зависит от согласного с его новыми теоретическими установками пересмотра всей методологической базы самых различных наук.
Он предполагал, в частности, необходимые коренные изменения в методологии социальных наук. Замысли его были поистине грандиозными, но он успел только обозначить первоочередные задачи переработки методологии психологии, социологии, логики, а также общие направления перемен в методологии других социальных наук, в особенности теории права и государства в её взаимосвязи с теорией морали.
Ещё одним последствием новаторского подхода Л. И. Петражицкого к пониманию права стало компромиссное уточнение им традиционного со времён римских юристов деления права на публичное и частное делением право на лично-свободное и социально-служебное. По существу получается, что разграничение публичного и частного права пребывает в зависимости от того, чьи интересы преследуются в том или ином правоотношении. В своём воздействии на социальное поведение особо заметными делаются такие специальные функции права, которые Л. И. Петражицкий именует «распределительною» и «организационною». Так, в частности, дистрибутивная (распределительная) функция в области народного (и международного) хозяйства может отличаться от функции распределения частей плодородной почвы, средств и орудий производства, предметов потребления, вообще хозяйственных благ между индивидами и группами. Основной тип и главный базис распределения хозяйственных благ, а вместе с тем и основной базис экономической и социальной жизни вообще представляет собой явление собственности (в частнохозяйственном укладе, в условиях «капиталистического» социального строя- индивидуальной собственности, в условиях первобытного или другого коллективистского строя- коллективной).
К числу несомненных заслуг создателя психологической теории права обычно относят освобождение теории права от узкого юридического догматизма. В этом вопросе Л. И. Петражицкий создал своеобразное учение о многообразии нормативных фактов и видов положительного права. Отказавшись от сложившихся вариантов догматического истолкования источников права и стремясь охватить все известные факты из истории права и современного его состояния, Л. И. Петражицкий насчитал целых 15 видов положительного права, не известных по его оценке, современной науке или же не признаваемых ею. Среди них он помимо официального права (законодательства) различает книжное право, для которого нормативным фактом служит авторитет книги, преимущественно юридического содержания (имеются в виду священные книги, сборники обычного права, научные трактаты и Свод законов Юстиниана); далее следуют «право принятых в науке мнений», «право учений отдельных юристов или групп их», «право юридической экспертизы» (сюда же отнесены знаменитые «ответы» римских юристов); отдельно выделено «право изречений религиозно-этических авторитетов: основателей религий, пророков, апостолов, святых отцов Церкви и т. д.» и «право религиозно-авторитетных примеров, образцов поведения». Своеобразное семейство образуется из «договорного права», «права односторонних обещаний» (например государственных органов и частных лиц), «программного права» (программное заявление органов государственной власти), «признанного права» (признание известных прав и обязанностей одной из сторон юридического отношения). «Прецедентное право» усматривается в деятельности государственных учреждений и в международном праве. Различается также «общенародное право как везде существующее право» (нормативным фактом для него служат ссылки на то, что «так принято во всём мире», «у всех народов»). Отсюда становится понятным соседствующее с прецедентным и общенародным такое выделяемое им право, как «право юридических поговорок и пословиц».
Л. И. Петражицкому принадлежит яркая критика юридической ментальности, в которой «власть» и «господство» имеют характер не научно содержательных и фиксированных смысловых терминов, а скорее характер слов для всевозможного и необременительного употребления в различных областях правосознания без ясно определённого смысла. Он писал в своей «Теории права и государства»; «Современное государствоведение… не знает, в какой сфере находятся и какую природу имеют те реальные феномены, которые соответствуют его теоретическим построениям, и как с помощью научных методов можно достигнуть их реального, фактического (наблюдательного, опытного) познания; и, таким образом, вместо изучения фактов… получается фантастическое конструирование несуществующих вещей и незнание действительно существующего».
В целом усилия Л. И. Петражицкого были направлены на создание новой юридической науки, новой не только в теоретическом, но и в прикладном отношениях.

### Научная школа
Непосредственными учениками Петражицкого, испытавшими влияние его идей, стали такие ученые с мировыми именами, как П. А. Сорокин, Г. Д. Гурвич, Н. С. Тимашев, советский правовед М. А. Рейснер, а также будущий глава Временного правительства А. Ф. Керенский.

## Награды
- Орден Белого орла (6 ноября 2018 года, Польша, посмертно)[12]
- орден Св. Станислава 2-й степени (1903)
- орден Св. Анны 2-й степени (1905)
- Медаль «В память 300-летия царствования дома Романовых» (1913)

## Семья
- Жена (c 1909[13]) — Мария-Теона Карловна урождённая Калиш (Kalisz) (1865—после 1944[14])[5]
- Сестра — Михалина-Мария Петражицкая-Вентзель (30.03.1856—18.11.1918)[5]
- Брат — Северин-Иосиф Петражицкий (07.11.1859—1917)[5]
- Сестра — Ядвига-Наталия Петражицкая-Томицкая (30.01.1863—1931)[5]

## Основные труды
- Die Fruchtvertheilung beim Wechsel der Nutzungsberechtigten vom Standpunkt des positiven Rechts und der Gesetzgebung: drei civilrechtliclie Abhandlungen / von Leo v. Petražycki. — Berlin: Müller, 1892. — XI, 268 с.
- Die Lehre vom Einkommen. — Berlin, 1893—1895. — Bd 1-2.
- Права добросовестного владельца на доходы с точек зрения догмы и политики гражданского права]. — С.-Петербург: Типография М. М. Стасюлевича, 1897. — 435 с., [XII].
  - совр. изд. — Права добросовестного владельца на доходы с точек зрения догмы и политики гражданского права Архивная копия от 30 января 2020 на Wayback Machine / Л. И. Петражицкий; [Моск. гос. ун-т им. М. В. Ломоносова. Каф. гражд. права юрид. фак.]. — М.: Статут, 2002. — 424, [1] с. — (Классика российской цивилистики) (BONA FIDES в гражданском праве). ISBN 5-8354-0102-7
- Петражицкий Л. Акционерная компания. Акционерные злоупотребления и роль акционерных компаний в народном хозяйстве. По поводу предстоящей реформы акционерного права. — СПб.: Тип. Мин-ва финансов, 1898. — 220 с. Архивировано 24 сентября 2011 года.
- Очерки философии права. Вып. 1. Основы психологической теории права. Обзор и критика современных воззрений на существо права. — С.-Петербург: Типография Ю. Н. Эрлих, 1900. — 138 с.
- Введение в изучение права и нравственности: Эмоциональная психология. — С.-Петербург: Типография Ю. Н. Эрлих, 1905. — 311 с., [XIII].
  - совр. изд. — Введение в изучение права и нравственности: эмоциональная психология / Л. И. Петражицкий. — Изд. 2-е. — М.: URSS, cop. 2010. — 311 с. — (Из наследия мировой философской мысли. Социальная философия). ISBN 978-5-397-01733-6
- Речь профессора Л. И. Петражицкаго, депутата 1-й Государственной думы: по стенографическому отчету / Партия народной свободы. — Санкт-Петербург: Тип. Б. М. Вольфа, 1907. — 16 с.
- Теория права и государства в связи с теорией нравственности. Архивная копия от 23 января 2022 на Wayback Machine [Том 1 — 2] /Л. И. Петражицкий. — С.-Петербург: Типография СПб акц. общ. «Слово», 1907. — 656 с. (2-е изд., испр. и доп. — С.-Петербург: Типография М. Меркушева, 1910. Том 1. — 318 с.; Том 2. — С.: 317—758.).
  - совр. изд. — Теория права и государства в связи с теорией нравственности / Л. И. Петражицкий; С.-Петерб. гос. ун-т. Юрид. и специал. фак., Журн. «Правоведение». — СПб.: Лань, 2000. — 606, [1] с. — (Классики истории и философии права). ISBN 5-8114-0224-4; М.: Российская политическая энциклопедия (РОССПЭН), 2010. — 798 с. ISBN 978-5-8243-1202-7
- Университет и наука. Опыт теории и техники университетского дела и научного самообразования. С приложениями: о высших и специальных учебных заведениях и о среднем образовании. — СПб., 1907. — Т. 1-2.
- Критика моего «Введения в изучение права и нравственности», написанная проф. В. И. Сергеевичем. / Л. И. Петражицкий. // Журнал Министерства юстиции. — 1909. — № 9. Ноябрь. — С. 152—198.
  - Объяснения проф. Сергеевича по поводу его критики. — С.-Петербург: Тип. т-ва «Общественная польза», 1910. — 90 с.
- Акции: Биржевая игра и теория экономических кризисов. Том первый, Об акционерном деле и типических ошибках при оценке шансов неизвестной прибыли. — С.-Петербург: Типография М. Меркушева, 1911. — 307 с., [X].
- К вопросу о социальном идеале и возрождении естественного права: Отдельный оттиск из журнала «Юридический Вестник» 1913 г., кн. II. — Москва, 1913. — 57 с.
- О ритуальных убийствах и деле Бейлиса. — С.-Петербург: Типография т-ва «Общественная Польза», 1913. — 32 с.
- О женском равноправии. — Петроград: Типография М. Меркушева, 1915. — 16 с.
- Новые основания логики и классификация наук. / Л. И. Петражицкий; Пер. с польск. А. В. Бабанов; Науч. ред. пер. Е. В. Тимошина. // Российский ежегодник теории права, 2008. № 1. — СПб.: ООО «Университетский издательский консорциум „Юридическая книга“», 2009. — С. 825—846.
- Петражицкий Л. И. Теория и политика права. Избранные труды / науч. ред. Е. В. Тимошина. СПб.: «Университетский издательский консорциум „Юридическая книга“», 2011. 1031 с.

### Рецензии на работы Л. Петражицкого
- Шершеневич Г. Л. Петражицкий. Bona fides в гражданском праве. Права добросовестного владельцы на доходы с точек зрения догмы и политики гражданского права. 1897 :[Рецензия] /Г. Шершеневич. // Журнал Министерства юстиции: [№ 5. Май — № 6. Июнь]. — С.-Петербург: Типография Правительствующего Сената, 1898. — № 6. — С. 278—296.
- Каминка А. Л. Петражицкий. — Акционерная Компания. Акционерные злоупотребления и роль компаний в народном хозяйстве. По поводу предстоящей реформы акционерного права. С.-Петербург, 1898: [Рецензия] / А. Каминка. // Журнал Министерства юстиции: [№ 9. Ноябрь — № 10. Декабрь]. — СПб., Типография Правительствующего Сената, 1898. — № 10. — С. 384—399.
- Дембский Д. I. «Философия права и нравственности», проф. Л. И. Петражицкого; II. Право и нравственность с точки зрения исторического материализма : (Этюд по философии права и нравственности) / Д. Дембский. — Харьков: тип. Б. Бенгис, 1909. — 77 с.
- Сергеевич В. И. Мой ответ г. Петражицкому / В. И. Сергеевич. — Санкт-Петербург: Сенат. тип., 1910. — 30 с.
- Михайлов П. Е. «Психологическая теория права» перед судом русской юриспруденции.
  - … Выпуск 1, Анализ критики проф. Н. И. Палиенко (Теория «Внешних императивов»). — С.-Петербург :Тип. т-ва «Общественная польза», 1910. — 30 с.
  - … Выпуск 2, Критика проф. Р. М. Орженцкого. — С.-Петербург: Типография Б. М. Вольфа, 1910. — 40 с.
- Поппе В. Критика методологических основ теорий права и нравственности профессора Л. И. Петражицкого: Л. И. Петражицкий «Введение в изучение права и нравственности. Ч.1.». — С.-Петербург: Изд-во И. Фредериксен и Ко, 1912. — 80 с.